# Agabus fuscipennis
Agabus fuscipennis es una especie de escarabajo del género Agabus, familia Dytiscidae. Fue descrita científicamente por Paykullen  1798.
Mide 9.1-11 mm. Vive en pantanos con Carex.

## Distribución geográfica
Es una especie de escarabajo nativo del Paleártico (incluida Europa) y el Neártico. En Europa, solo se encuentra en Austria, Bielorrusia, República Checa, Dinamarca continental, Estonia, Finlandia, Alemania, Italia continental, Kaliningrado, Letonia, Lituania, Noruega continental, Polonia, Rusia, Cerdeña, Sicilia, Eslovaquia, Suecia y Ucrania.